# Región vitícola de Coquimbo

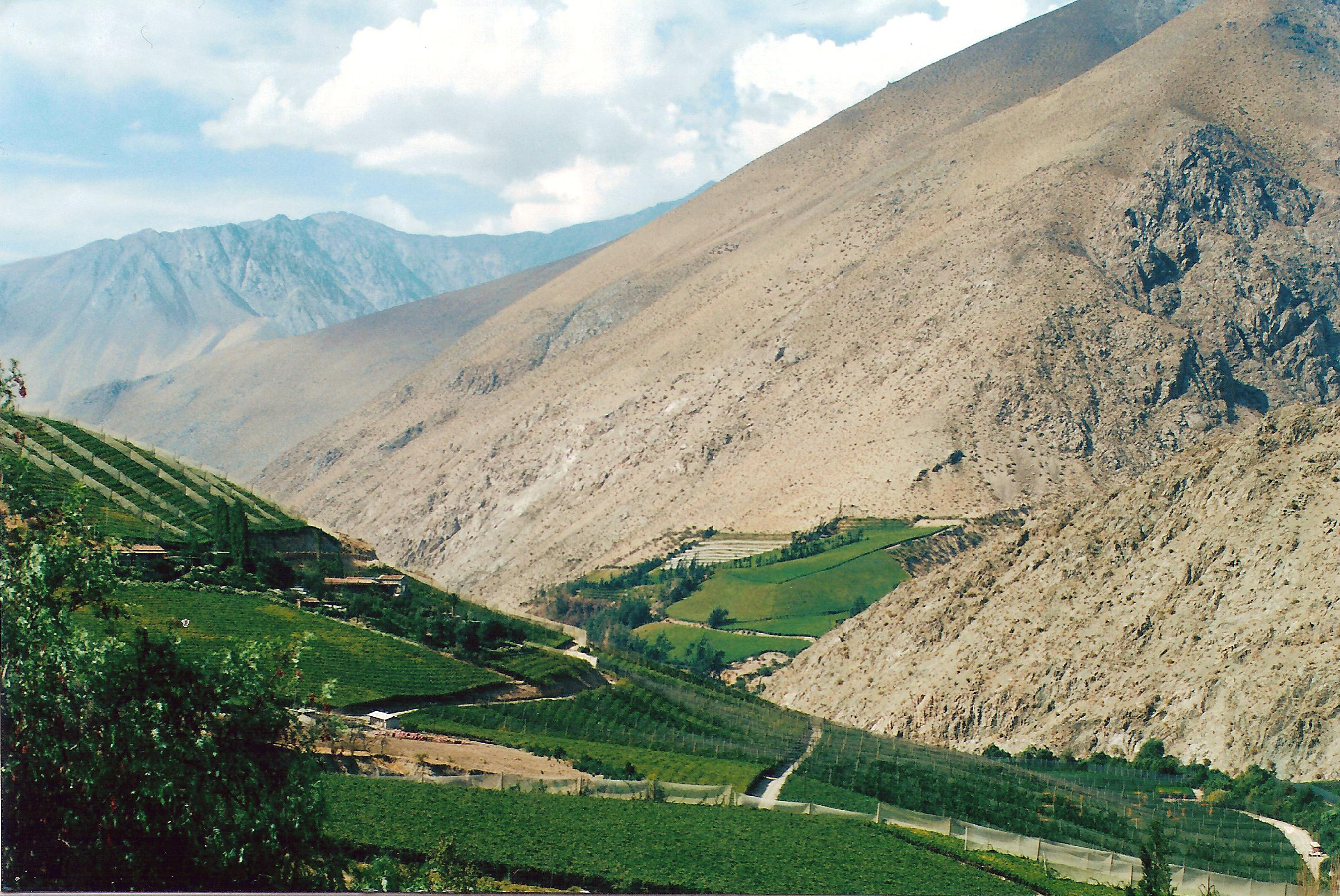
Viñedo en el Valle del Elqui.

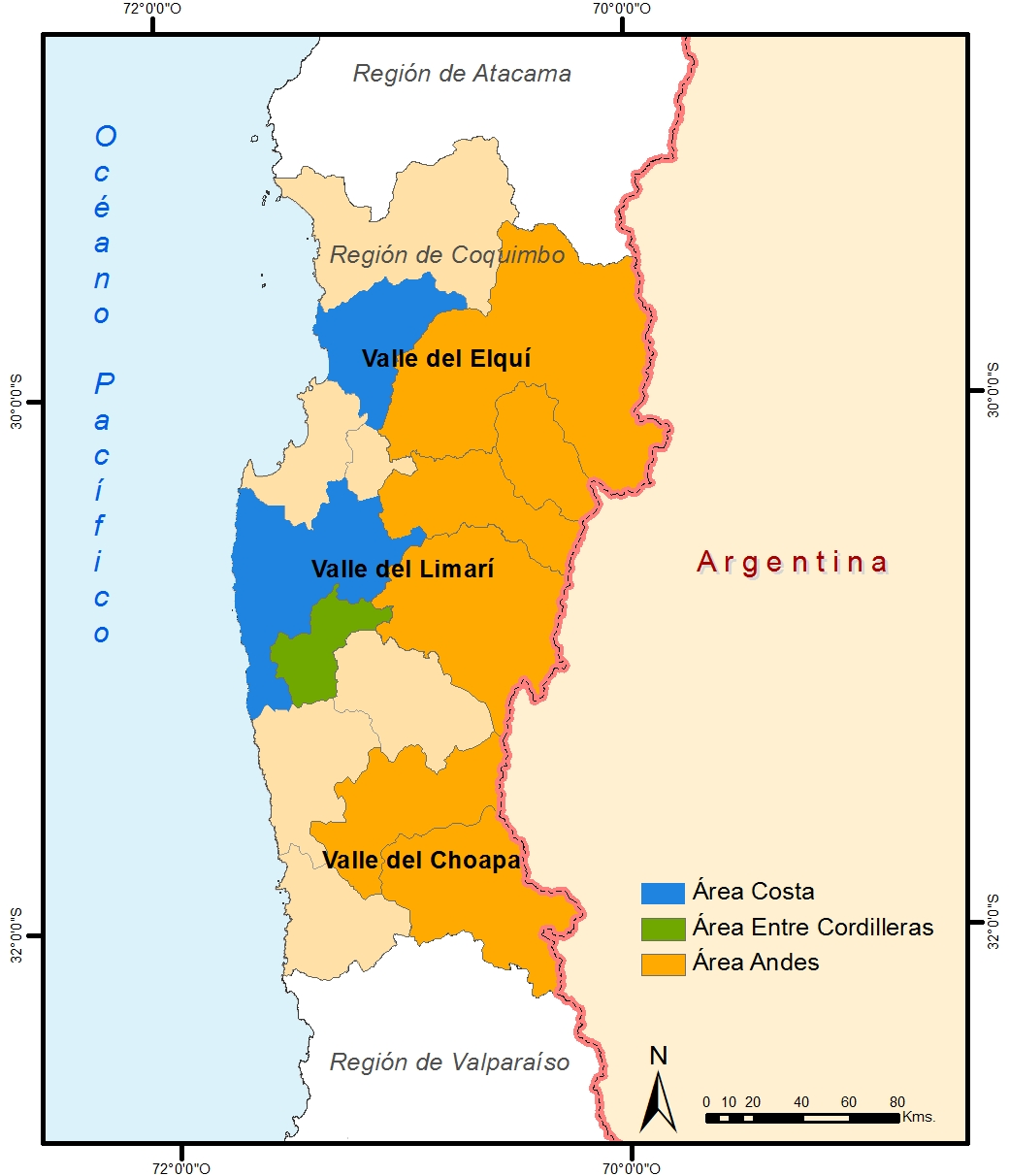
Región Vitícola de Coquimbo, Chile

Coquimbo es la cuna de la vitivinicultura nacional y una de las seis regiones vitícolas de Chile oficialmente identificadas como tales según lo dispuesto por el Decreto de Agricultura n.º 464 de 14 de diciembre de 1994, que establece la zonificación vitícola del país y fija las normas para su utilización como denominaciones de origen. Los vinos chilenos con ésta denominación de origen deben ser elaborados al menos con un 75% de uvas procedentes de la región.

## Subregiones
La región vitícola de Coquimbo está situada en la región administrativa de Coquimbo y comprende tres subregiones vitícolas: el Valle del Elqui, el Valle del Limarí y el Valle del Choapa, cuyos límites se extienden a las provincias homónimas de Elqui, Limarí y Choapa, las que a su vez comprenden áreas vinícolas menores. 

## Viticultura
De acuerdo al Catastro Frutícola Nacional 2015 y al Catastro Vitícola Nacional del año 2014, la Región de Coquimbo cuenta con 19.872,37 ha de viñedos. Aquellos destinados a la producción de uva de mesa ocupan una extensión de 8.721,6 ha, significa que aproximadamente el 44% de la superficie de viñas en la región están destinadas a la producción de fruta de exportación, mientras que 11.150,77 ha declaradas, es decir, el 66% están destinados a la producción de vinos, mostos y piscos.

### Pisqueras
En Coquimbo, hay 7.767,2 ha que están destinadas a la producción de pisco chileno, esto representa el 69% de la superficie total vitícola.
Las variedades de uva cultivada en Coquimbo para la producción pisquera son 12 de acuerdo al Catastro Vitícola Nacional: Huasquina, Moscatel amarilla, Misión (país), San Francisco, Torontel, Moscatel blanca, Moscatel negra,  Moscatel de Frontignan,  Moscatel de Alejandría, Moscatel de Austria,  Mocatel rosada (pastilla) y Pedro Jiménez, esta última con la mayor superficie en la región con 3.351,44  ha

### Viníferas blancas
Por su parte, las variedades de uva viníferas blancas cuentan con una superficie cultivada de 1.642,55 ha, 15% de la superficie vitícola.
Las variedades blancas que se cultivan actualmente en Coquimbo son 11, a saber:  Gewürztraminer, Moscatel de Austria, Moscatel de Alejandría, Mocatel rosada (pastilla),  Pinot gris, Riesling, Torontel, Viognier, Pedro Jiménez, Sauvignon Blanc con un total de 345,95 ha y Chardonnay con 761,84  ha de cultivo en la región.

### Viníferas tintas
Finalmente, los cultivos de variedades viníferas tintas poseen una superficie de 1.741,02 ha, es decir, el 16% de la superficie vitícola en toda la región de Coquimbo. 
Las variedades tintas son 17 variedades distintas: Carignan, Carménère, Malbec, Garnacha, Lacrimae Christi, Merlot, Tempranillo, Monastrell, Misión (país), Petit Verdot, Petit Syrah, Pinot Noir, Sangiovese, Tintoreras, Cabernet Franc, Cabernet Sauvignon con 329,87 ha y  Syrah una superficie de 605,02 ha.

## Vinicultura

### Variedades viníferas
En la Región de Coquimbo se declaró para el año 2015 una producción de 3.632.570 litros de producción vinífera. La que corresponde a un 3.1% de la producción nacional.
Lo anterior se distribuye en 604.378 de vinos blancos y 258596 de vinos tintos producidos con variedades viníferas. 
Los mostos corresponden a la a mayor parte de la producción de esta región, siendo el mosto tinto 1.716.696 litros y el mosto blanco 1.049.600 producidos con variedades viníferas. 
Finalmente, la chicha producida fue de 3.300 litros producidos con variedades viníferas, siendo la zona más septentrional que produce chicha de calidad.

### Variedades de mesa
La Región de Coquimbo declaró una producción de 3.191.929 litros de mosto blanco y 1 litro de mosto tinto sobre la base de uva de mesa el año 2015. Esta región concentra el 53,4% de la producción de mostos blancos sobre la base de variedades de mesa.

### Variedades pisqueras
La Región de Coquimbo registra una producción de 183.252.866 litros, correspondientes a 118.539.147 litros sobre la base de vinos y 64.713.719 sobre la base de mostos para la producción de pisco chileno.